# Anta das Pedras Grandes

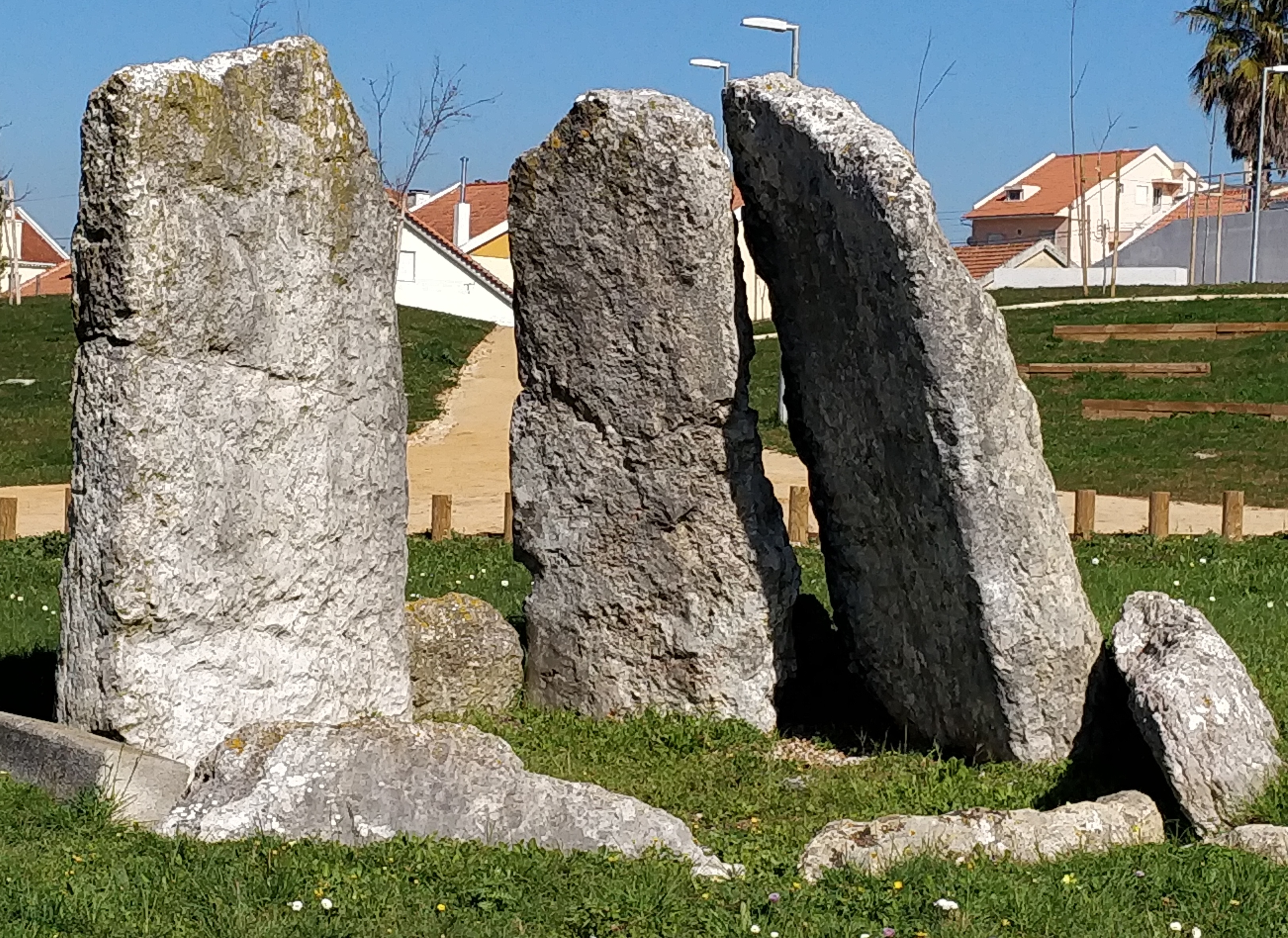

Anta das Pedras Grandes (Dólmen de grandes pedras) é um sítio do período neolítico tardio (entre 4 500 e 2 000 a.C.), localizado em Casal Novo na freguesia de Caneças, no município de Odivelas, no Distrito de Lisboa, em Portugal. Foi classificado como Monumento Nacional em 1944.  

## Trabalhos arqueológicos
Anta é o nome em português de cerca de 5.000 megalitos construídos durante o período neolítico em Portugal.   
As escavações no início do século XXI sugerem que o monumento foi originalmente construído como um dólmen ou tumba megalítica de câmara única, consistindo em uma câmara longa poligonal com oito pedras de apoio com cerca de 3 m de altura e um corredor de acesso curto. Existem vestígios de um túmulo e ossos humanos foram descobertos. As escavações na área circundante também identificaram muitos fragmentos de pederneira, sugerindo que a área era usada para a produção de itens de pederneira. A anta foi classificada como Monumento Nacional em 1944.
O local foi identificado pela primeira vez em 1880 pelo arqueólogo português Carlos Ribeiro (1813-1882). É o único dólmen sobrevivente na área imediata, embora vários tenham sido descobertos no final do século XIX e início do século XX. No entanto, sofreu bastante com o uso de pedras pelos agricultores e na construção.

## Parque turístico
A Anta das Pedras Grandes atualmente é a peça central de um pequeno parque urbano, inaugurado oficialmente no final de 2018. As pedras restantes, todas caídas, foram levantadas, para fornecer uma impressão mais clara da arquitetura original do megalito.